# Sonata para piano n.º 1 (Beethoven)
A Sonata Op. 2 n.º 1 é a primeira sonata de Beethoven para piano. Dedicada a Joseph Haydn, tem quatro movimentos (allegro, adagio, menuetto e prestissimo) numa ordem clássica, seguindo a tradição já estabelecida.

## Movimentos

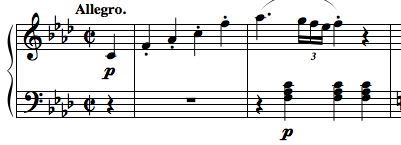
Allegro: Primeiro movimento.

O primeiro movimento começa com uma sequência de notas arpejadas na tonalidade de fá menor. Muitos especialistas escreverem teses e artigos sobre a primeira nota. Se deve ser staccato, legato, etc. O tipo de articulação dessa primeira nota ainda gera controvérsias.
Enfim, o primeiro movimento se desenrola tradicionalmente, com seus primeiro e segundo temas, desenvolvimento e recapitulação. A dificuldade de execução fica por conta da clareza e leveza de toque, não só nos staccatos, mas nas quiálteras (triplets)
Os dois primeiros compassos do movimento apresentam o material a ser desenvolvido durante o restante da peça. O movimento se desenvolve inteiramente no motivo principal, as notas ascendentes e a resolução das quiálteras. Beethoven mostrava já na sua primeira sonata, o seu talento em desenvolver temas e peças baseadas em um único fragmento melódico ou rítmico.
O movimento termina depois de duas sequências de notas descendentes e uma série de acordes em fortissimo.

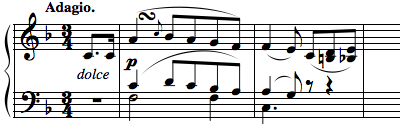
Adagio: Segundo movimento.

O segundo movimento apresenta uma dificuldade muito comum em movimentos lentos - a execução da ornamentação. Vários trinados, mordentes e appogiaturas recheiam a melodia desse segundo movimento.  A tonalidade do segundo movimento é Fá Maior (em contraste com Fá menor do primeiro). As passagens melódicas apresentadas na melodia também criam uma atmosfera quase que fantasiosa.

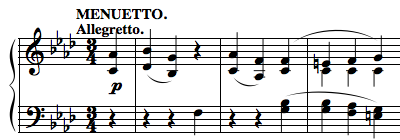
Menuetto: Terceiro movimento.

A tradição na forma sonata pede um movimento de dança depois do movimento lento. Beethoven, seguindo essa tradição, apresenta um minueto/trio/minueto como terceiro movimento. Voltando a Fá menor, o minueto é alegre, leve e simpático. O Trio apresenta a melodia alternada entre a mão direita e a esquerda em duas vozes. A dificuldade técnica maior aparece no final do trio, com uma passagem de sextas na mão direita.

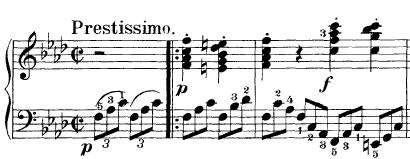
Prestissimo: Quarto movimento.

O movimento final (prestissimo) é de uma energia impressionante. Já em sua primeira sonata, Beethoven se mostra ambicioso no último movimento. A técnica necessária para tocá-lo é grande: Arpejos constantes no baixo, acordes cheios, escalas rápidas, trinados, oitavas, etc. O pianista tem somente um momento para "respirar" - logo depois da barra de repetição. As últimas páginas são um "thriller", onde qualquer descuido pode ser fatal.
A Sonata Op. 2 número 1 inicia a série de obras primas para o piano de Beethoven.

## Fonte
BERBER, (apelido). Sonata Op. 2 número 1. Extraído do sítio do Fórum musical Presto, http://presto.s4.bizhat.com/viewtopic.php?t=55&postdays=0&postorder=asc&start=0&mforum=presto, publicado com permissão do autor. Acesso em: 9 de junho de 2007.